# Robert Lefebvre
Pour les articles homonymes, voir Lefebvre.
Robert Lefebvre est un directeur de la photographie français, né le 19 mars 1907 dans le 10e arrondissement de Paris et mort le 15 février 1989  à Montfort-l'Amaury.

## Biographie

### Origines
Robert Lefebvre naît sous le nom d'état civil de « Robert Gérard Charles Le Febvre » le 19 mars 1907 dans le 10e arrondissement de Paris,.

### Carrière
Robert Lefebvre a essentiellement travaillé pour le cinéma.

### Vie privée
Robert Lefebvre s'est marié le 16 août 1935 à Fernande Émilienne Suzanne Boidin dans la mairie du 12e arrondissement de Paris.

### Mort
Robert Lefebvre meurt le 15 février 1989 à Montfort-l'Amaury,.

## Filmographie partielle

### Cinéma
- 1927 : Belphégor d'Henri Desfontaines
- 1931 : Le Juif polonais de Jean Kemm
- 1931 : Gagne ta vie d'André Berthomieu
- 1932 : Nicole et sa vertu de René Hervil
- 1932 : Amour et Discipline de Jean Kemm
- 1932 : Coups de roulis de Jean de La Cour
- 1934 : Tartarin de Tarascon de Raymond Bernard
- 1934 : Paris-Deauville de Jean Delannoy
- 1934 : Sapho de Léonce Perret
- 1934 : Le Roi des Champs-Élysées de Max Nosseck
- 1935 : Mademoiselle Mozart de Yvan Noé
- 1935 : Tovaritch de Jacques Deval
- 1936 : Train de plaisir de Léo Joannon
- 1936 : La Marraine de Charley de Pierre Colombier
- 1936 : Joli Monde de René Le Hénaff
- 1937 : Marthe Richard, au service de la France de Raymond Bernard
- 1937 : Le Coupable de Raymond Bernard
- 1937 : Courrier sud de Pierre Billon
- 1937 : Au baiser de feu d'Augusto Genina
- 1938 : Quadrille de Sacha Guitry
- 1938 : Les Otages de Raymond Bernard
- 1938 : Ernest le rebelle de Christian-Jaque
- 1938 : Terre de feu de Marcel L'Herbier
- 1939 : Terra di fuoco de Giorgio Ferroni et Marcel L'Herbier[4]
- 1939 : Le Déserteur de Léonide Moguy
- 1940 : Cavalcade d'amour de Raymond Bernard
- 1940 : Battement de cœur d'Henri Decoin
- 1941 : Premier rendez-vous d'Henri Decoin
- 1941 : Le Dernier des six de Georges Lacombe
- 1942 : La Fausse Maîtresse d'André Cayatte
- 1943 : Le Colonel Chabert de René Le Hénaff
- 1943 : Voyage sans espoir de Christian-Jaque
- 1945 : Adieu chérie de Raymond Bernard
- 1946 : Un ami viendra ce soir de Raymond Bernard
- 1947 : Les Requins de Gibraltar d'Emil-Edwin Reinert
- 1947 : Clochemerle de Pierre Chenal
- 1948 : La Nuit blanche de Richard Pottier
- 1948 : Aux yeux du souvenir de Jean Delannoy
- 1949 : La Patronne de Robert Dhéry
- 1949 : Le Secret de Mayerling de Jean Delannoy
- 1949 : Le Roi de Marc-Gilbert Sauvajon
- 1949 : Lady Paname d'Henri Jeanson
- 1949 : Dieu a besoin des hommes de Jean Delannoy
- 1950 : Le Château de verre de René Clément
- 1950 : Les Nuits de Paris de Ralph Baum
- 1951 : Édouard et Caroline de Jacques Becker
- 1951 : Le Garçon sauvage de Jean Delannoy
- 1952 : Les sept pêchés capitaux (segment)
- 1952 : Casque d'Or de Jacques Becker
- 1952 : La Minute de vérité de Jean Delannoy
- 1952 : Plaisirs de Paris de Ralph Baum
- 1953 : Jeunes Mariés, de Gilles Grangier
- 1953 : L'Appel du destin de Georges Lacombe
- 1953 : Dortoir des grandes d'Henri Decoin
- 1953 : Le Blé en herbe de Claude Autant-Lara
- 1954 : Destinées segment Jeanne de Jean Delannoy
- 1954 : L'Affaire Maurizius de Jean Delannoy
- 1954 : Bonnes à tuer de Henri Decoin
- 1954 : Ali Baba et les Quarante voleurs de Jacques Becker
- 1955 : Les Mauvaises Rencontres d'Alexandre Astruc
- 1955 : Les Grandes Manœuvres de René Clair
- 1956 : Porte des Lilas de René Clair
- 1956 : Michel Strogoff de Carmine Gallone
- 1956 : Cela s'appelle l'aurore de Luis Buñuel
- 1957 : Nathalie de Christian-Jaque
- 1958 : Le Septième Ciel de Raymond Bernard
- 1958 : Le Dos au mur d'Édouard Molinaro
- 1958 : La Vie à deux de Clément Duhour
- 1958 : Et ta sœur de Maurice Delbez
- 1958 : Faibles femmes de Michel Boisrond
- 1959 : Marie-Octobre de Julien Duvivier
- 1959 : Vous n'avez rien à déclarer ? de Clément Duhour
- 1959 : Nathalie, agent secret d'Henri Decoin
- 1959 : Voulez-vous danser avec moi ? de Michel Boisrond
- 1960 : Les Lionceaux de Jacques Bourdon
- 1960 : L'Affaire d'une nuit d'Henri Verneuil
- 1960 : La Française et l'Amour d'Henri Decoin, Jean Delannoy, Michel Boisrond, René Clair, Henri Verneuil, Christian-Jaque et Jean-Paul Le Chanois
- 1960 : Ravissante de Robert Lamoureux
- 1960 : Candide ou l'optimisme du XXe siècle de Norbert Carbonnaux
- 1960 : La Bride sur le cou de Roger Vadim
- 1961 : Les Amours célèbres de Michel Boisrond
- 1961 : Les Petits Matins ou Mademoiselle Stop de Jacqueline Audry
- 1962 : Comment réussir en amour de Michel Boisrond
- 1963 : Blague dans le coin de Maurice Labro
- 1963 : Le Bon Roi Dagobert de Pierre Chevalier
- 1963 : Relaxe-toi chérie de Jean Boyer
- 1964 : Patate de Robert Thomas
- 1964 : L'Âge ingrat de Gilles Grangier
- 1965 : Le Lit à deux places de Jean Delannoy, François Dupont-Midy et Gianni Puccini
- 1965 : Les Bons Vivants de Gilles Grangier et Georges Lautner
- 1966 : Espions à l'affût de Max Pécas
- 1967 : Une femme aux abois de Max Pécas
- 1967 : La Peur et l'Amour de Max Pécas
- 1968 : La Nuit la plus chaude de Max Pécas
- 1970 : Claude et Greta de Max Pécas
- 1971 : Je suis une nymphomane de Max Pécas
- 1973 : Je suis frigide... pourquoi ? de Max Pécas
- 1974 : Club privé pour couples avertis de Max Pécas
- 1975 : L'Esclave (The Image) de Radley Metzger

### Télévision
- 1968 : Les Enquêtes du commissaire Maigret de Claude Barma, épisode : Le Chien jaune : le pharmacien
- 1979 : Par-devant notaire segment Succession veuve Bernier : Le généalogiste